# إليوت غولد
إليوت غولد (بالإنجليزية: Elliott Gould)‏ ممثل أمريكي من مواليد بروكلين في29 أغسطس 1938.

## مواقع خارجية
- إليوت غولد على موقع IMDb (الإنجليزية)
- إليوت غولد على موقع الموسوعة البريطانية (الإنجليزية)
- إليوت غولد على موقع روتن توميتوز (الإنجليزية)
- إليوت غولد على موقع ألو سيني (الفرنسية)
- إليوت غولد على موقع ميوزك برينز (الإنجليزية)
- إليوت غولد على موقع تيرنر كلاسيك موفيز (الإنجليزية)
- إليوت غولد على موقع أول موفي (الإنجليزية)
- إليوت غولد على موقع قاعدة بيانات برودواي على الإنترنت (الإنجليزية)
- إليوت غولد على موقع قاعدة بيانات الأفلام السويدية (السويدية)
- إليوت غولد على موقع إن إن دي بي (الإنجليزية)